# Helena Rubinstein
Pour les articles homonymes, voir Rubinstein.
Helena Rubinstein, née Chaja Rubinstein le 25 décembre 1872 à Cracovie alors en Autriche-Hongrie (aujourd'hui en Pologne) et morte le 1er avril 1965 à New York (États-Unis), est une industrielle américaine principalement active en France et aux États-Unis, fondatrice de la société cosmétique du même nom.

## Biographie

### Origines et débuts professionnels

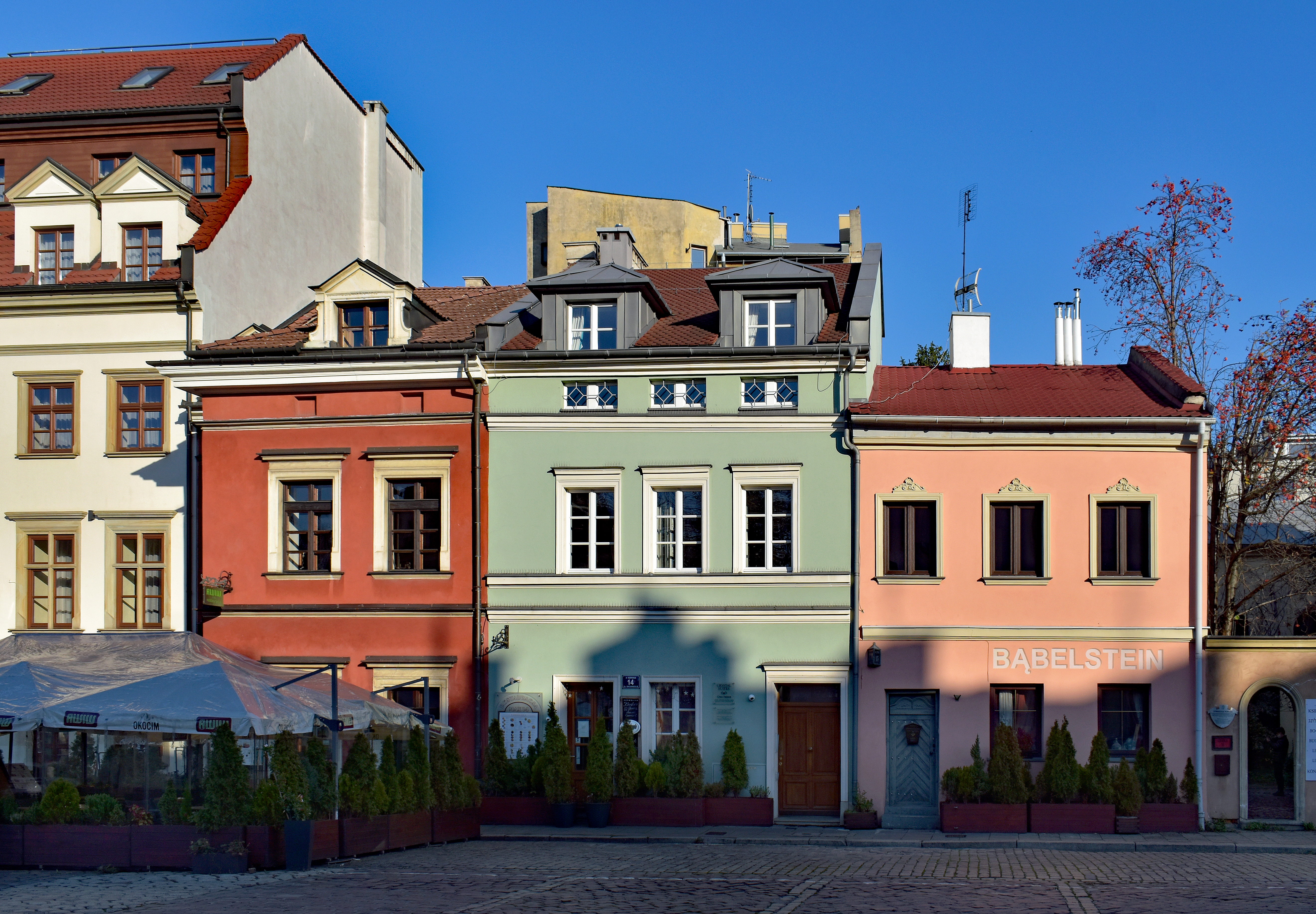
Helena Rubinstein est née dans cette maison (en vert) de Cracovie.

Helena Rubinstein est née dans le quartier juif de Cracovie de parents commerçants (père petit marchand de combustibles pour lampes à pétrole, mère femme au foyer), juifs orthodoxes (grand-père rabbin) et modeste. Elle est l'aînée d'une fratrie de huit filles, ce qui lui permet de forger son caractère. Elle tombe amoureuse d'un garçon catholique qu'elle veut épouser mais son père refuse. Elle veut commencer des études de médecine mais essuie également un refus. Elle parle couramment le polonais, le yiddish et l'allemand.
Après s'être réfugiée à Vienne chez sa tante maternelle et son mari fourreur, travaillant dans la boutique de ce dernier, elle part à 24 ans, en mai 1896, pour l'Australie, afin de rejoindre un de ses trois oncles qu'elle ne connaît pas, échappant ainsi à un mariage arrangé,. 
Durant le trajet, elle modifie son prénom « Chaja » en « Helena ». Elle reste trois ans comme aide domestique chez cet oncle, travaillant également dans son épicerie-bazar, à Coleraine (à 300 km de Melbourne), le temps d'apprendre l'anglais et de peaufiner son projet professionnel : inspirée par un onguent qu'elle tenait d'un ami chimiste hongrois de sa mère, un mélange d'herbes, d'écorces et d'amande, elle crée sa propre pommade pour les peaux des Australiennes abimées par le soleil. Elle fabrique cette pommade elle-même dans sa cuisine et la baptiste « crème Valaze » (« don du ciel » en hongrois). Devant le succès de cette crème auprès de ses amies et après plusieurs petits boulots difficiles (vendeuse, gouvernante, serveuse), elle crée sa société Helena Rubinstein et ouvre en 1902 sa première boutique à Melbourne, au 243 Collins Street, dans un bâtiment au style épuré, où elle vend des crèmes, lotions et savons, « comprenant qu'il faut adapter sa formule aux différents types de peau ». Toujours accompagnée d'une ombrelle, elle sait également que le soleil est nocif pour la peau. Elle se fournit notamment en lanoline, graisse de laine peu coûteuse, et, prenant le contre-pied de ses conseillers, présente ses produits comme luxueux pour les vendre très cher. Elle installe aussi une cabine dans sa boutique, inventant ainsi le concept d'institut de beauté qu'elle appelle « boutique-institut ». Pour le promouvoir, elle paie des actrices et des cantatrices pour devenir les égéries de sa marque dans des publicités publiées dans la presse. En 1907 ouvre un nouveau salon à Sydney, puis deux autres en Nouvelle-Zélande.

### Période européenne

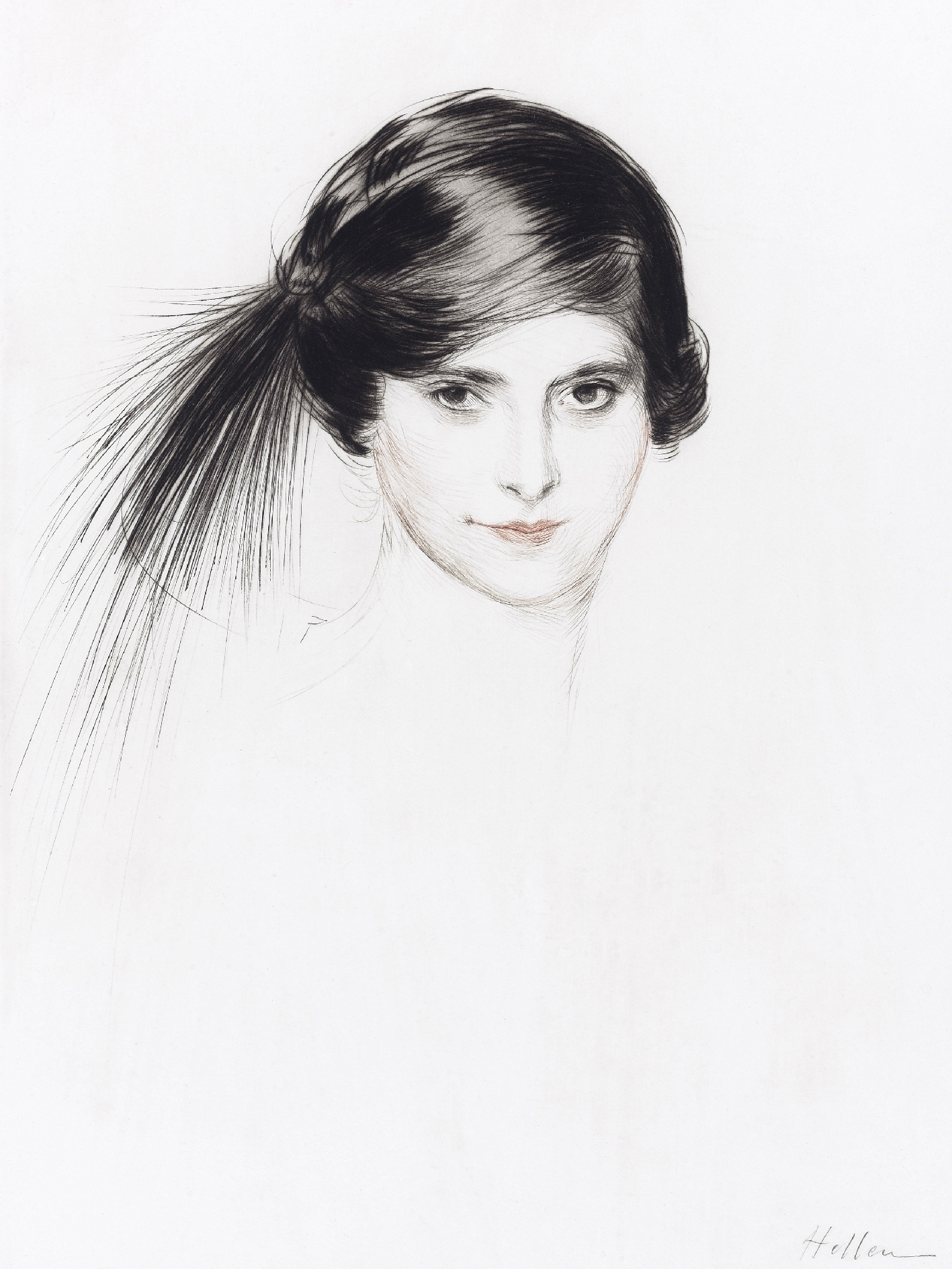
Helena Rubinstein par Paul César Helleu (1908).

En 1905, ayant l'intuition que beauté et science sont intrinsèquement liées, elle cède la boutique de Melbourne à une de ses sœurs afin de parcourir le monde et rencontrer ses futurs relais d'opinions, des scientifiques (dermatologues, diététiciens) et des artistes qui médiatisent ses produits à une époque où poudres et fards avaient mauvaise réputation (marque des prostituées et des comédiennes). La même année, elle épouse Edward William Titus (né Arthur Ameisen en 1875, en Pologne), journaliste américain et collectionneur bibliophile, avec qui elle a deux fils, Roy Valentine Titus (Londres, 12 décembre 1909 – New York, 18 juin 1989) et Horace Titus (Londres, 23 avril 1912 – New York, 18 mai 1958). Selon sa biographe Michèle Fitoussi, il s'agit de « son grand amour », même si leur relation fut conflictuelle : Edward est cultivé, mondain, volage mais tient à leur vie de famille, alors qu'Helena est jalouse et très portée sur le travail. Il l'introduit notamment dans les milieux artistiques, forme son goût en la matière, l'assiste dans son entreprise, rédigeant ainsi des notices pour ses produits et des publicités et l'aide à façonner son image pour les médias. Elle s'établit d'abord en Angleterre pour ouvrir d'autres boutiques à Londres. Elle consulte Marie Curie qui lui apprend que le corps respire aussi par la peau. Helena affirma : « Mon désir permanent d'être à l'avant-garde de la recherche scientifique a convaincu le corps médical que la beauté n'est pas une chose futile ». En 1910, elle dresse la classification des types de peau (grasse, sèche, normale). Helena Rubinstein marque ainsi vite la différence et assied définitivement sa notoriété, en imposant à tous ses produits des tests scientifiques rigoureux, ce qui ne s’était jamais fait auparavant.
En 1912, elle décide de s’installer à Paris parce que « les Françaises ont plus le goût du maquillage que les Anglaises ». Elle va y fréquenter le gratin de l'intelligentsia parisienne, en particulier le monde de l'art contemporain et des écrivains, parmi ses relations : Marc Chagall, Louis Marcoussis, Louise de Vilmorin, Colette, Misia Sert, Salvador Dalí, Pablo Picasso, qui n'a jamais pu finir son portrait, découragé par son caractère autoritaire, et Jean Cocteau qui l'appelait « l'Impératrice de la cosmétique ». Dans sa « Maison de Beauté » de la rue du Faubourg-Saint-Honoré, elle propose des massages et fait parler d’elle en choquant la bonne société bourgeoise. Colette est l’une des premières à accepter de se dénuder pour se faire masser et lancera la mode. Elle crée aussi des maquillages pour Joséphine Baker, danseuse de la Revue nègre. Elle fait aussi copier des boîtes trouvées aux Puces pour l'emballage de ses propres produits.

### États-Unis

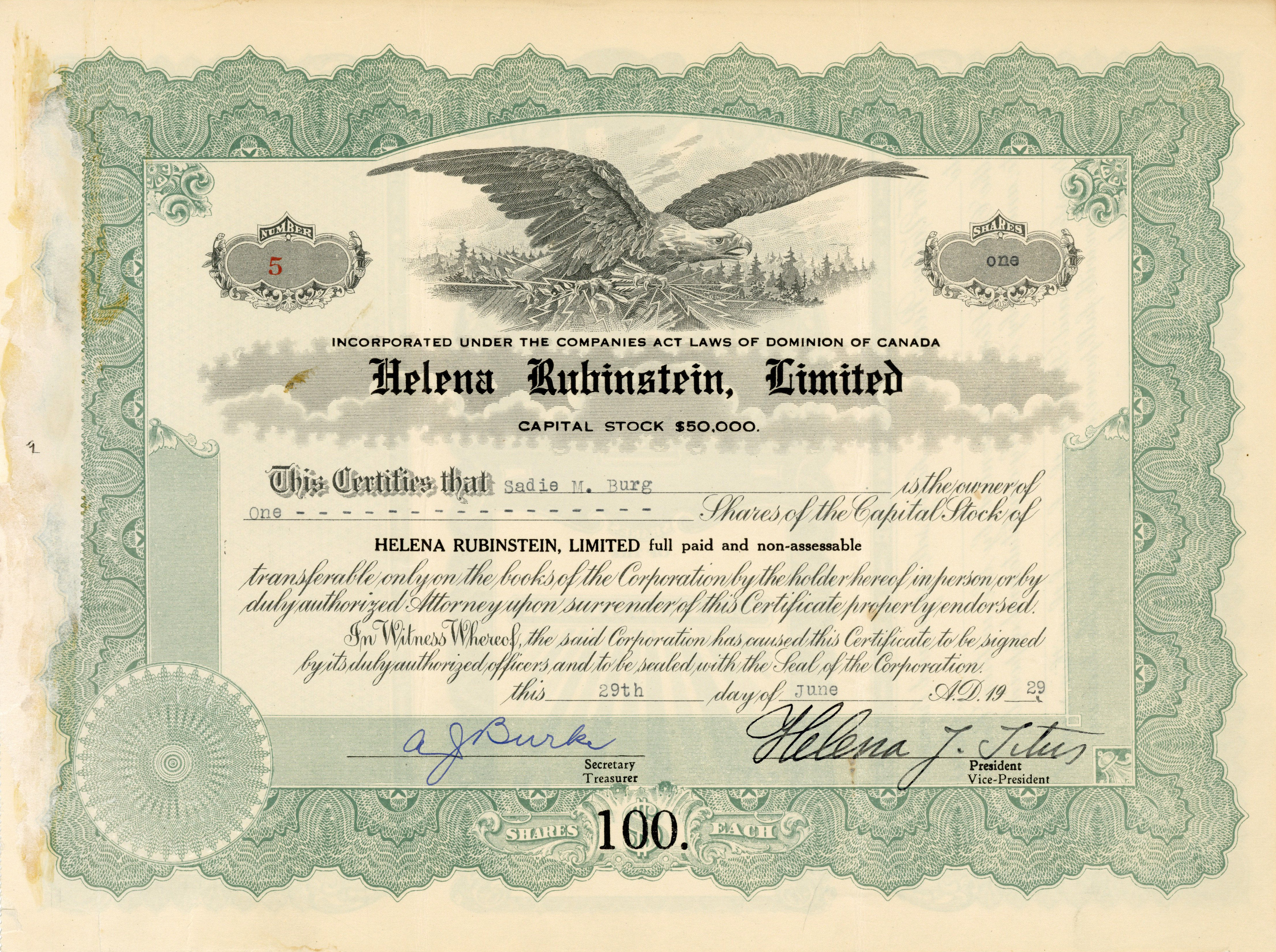
Action de la société Helena Rubinstein, fondée le 20 juin 1929 à Streetsville, Ontario, émise le 29 juin 1929, signée de la main d'Helena Rubinstein en tant que vice-présidente.

En 1914, Helena Rubinstein laisse son mari Edward William Titus et ses deux fils en Europe, qui sombre dans la guerre, pour s’installer aux États-Unis. C'est à New York qu'elle ouvre son premier institut américain, rapidement suivi d'implantations à Chicago et Boston et dans l'État de New York dans les grands magasins. Mais cette fois, elle n’est plus la pionnière : elle doit faire face à Estée Lauder, une Américaine d'origine hongroise, et Elizabeth Arden, une Canadienne, toutes deux déjà bien implantées sur le marché américain. Helena appelle Elizabeth Arden, sa rivale historique, « L'Autre » et cette dernière surnomme Helena « la mafia polonaise », en référence à ses huit sœurs à qui Helena confie des responsabilités dans sa compagnie à chaque fois qu'elle le peut. Certaines publicités d'Estée Lauder et d'Helena Rubinstein sont épinglées par la FDA pour « affirmations fallacieuses ». La confrontation entre les deux femmes est enfin aussi professionnelle que personnelle. 
Aux États-Unis, elle « invente » le métier d'esthéticienne, créant une école de beauté où les apprenties sortent diplômées après six mois de formation.
En 1928, elle décide de revendre ses succursales américaines à Lehman Brothers pour 7,3 millions de dollars, un prix exceptionnel à cette époque ; selon la petite histoire, cela aurait été pour sauver son couple, son mari Edward W. Titus, devenu antiquaire et éditeur de la marque The Black Manikin Press (Paris), la trouvant trop absorbée par son entreprise. Avec la crise de 1929 qui survient quelques mois plus tard, les cours boursiers s’effondrent. Ne voulant pas voir effacées des années de travail, elle rachète ses actions et ses parts pour 2 millions de dollars. Cette transaction fera d'elle une des femmes les plus riches des États-Unis. Elle collectionne dorénavant les maisons, les bijoux, les œuvres d’art. Mais cette fortune ne sauvera pas son couple et elle divorce de son mari en 1937. En 1938, elle épouse le prince géorgien Artchil Gourielli-Tchkonia, un professeur de bridge de vingt-trois ans son cadet. Elle se fait désormais appeler « princesse ». 
En 1935, elle rachète à la chanteuse autrichienne Helene Winterstein-Kambersky (de) la licence du mascara résistant à l'eau de son invention. Quatre ans plus tard, à l'occasion de l'Exposition Universelle de New York 1939-1940, elle présente le produit comme une nouveauté exclusive de son entreprise. Pour sa promotion, un ballet aquatique est même organisé.
Durant la Seconde Guerre mondiale, elle perd une partie de ses avoirs en Europe. Presque toute sa famille juive a pu quitter la Pologne et nombre de ses membres travaillent avec elle dans sa société. Elle vit les quatre années d'Occupation de la France exilée à New York, mais continue tout de même ses affaires, ouvrant ainsi un salon à Rio de Janeiro et un autre à Buenos Aires,. Elle devient aussi le fournisseur officiel de l'armée américaine, équipant les soldats en maquillage camouflant et démaquillage, ainsi qu'en crème solaire.
De retour en France, elle découvre son appartement du quai de Béthune et sa maison de Combs-la-Ville dévastés, tout comme son institut du Faubourg-Saint-Honoré. Elle s'emploie cependant rapidement à tout réaménager, faisant appel aux architectes et décorateurs Louis Süe, Jean-Michel Frank, et Emilio Terry.
À partir de 1946, elle utilise en Europe une ingénieuse astuce marketing pour ses produits : les présenter comme des nouveautés venues d’Amérique. Dans les années 1950, avec l’engouement pour tout ce qui venait des États-Unis, elle décuplera sa fortune en quelques années, faisant de son entreprise un empire international. Afin de promouvoir ses produits dans l'esprit « glamour » de la décennie, elle fait aussi appel au publicitaire renommé David Ogilvy, qui travaille pour elle pendant une décennie.
En 1948, elle lance à New York un salon de beauté masculin qu'elle baptise « Gourielli », du nom de son second mari, et où elle propose des produits de beauté destinés aux hommes, un sauna et un restaurant. L'acteur Tony Curtis y est notamment photographié comme client. Pourtant ce concept est un échec et la boutique finit par fermer. 
Helena Rubinstein participe à de nombreuses activités philanthropiques. Dans les années 1950, elle soutient ainsi l'ancienne Première dame américaine Eleanor Roosevelt dans son combat contre le cancer. Elle aide aussi des organisations caritatives juives, la Croix-Rouge polonaise lors de la guerre et crée une fondation pour les femmes et les enfants, qui existe encore de nos jours à New York et où sont conservés des tableaux la représentant.
Si elle n'est pas une militante féministe, elle considère que la beauté est un moyen d'émancipation. La plupart de ses employées sont des femmes, et elle participe ainsi à développer les emplois féminins, mais les cadres de son entreprise restent des hommes.

### Fin de vie et hommages

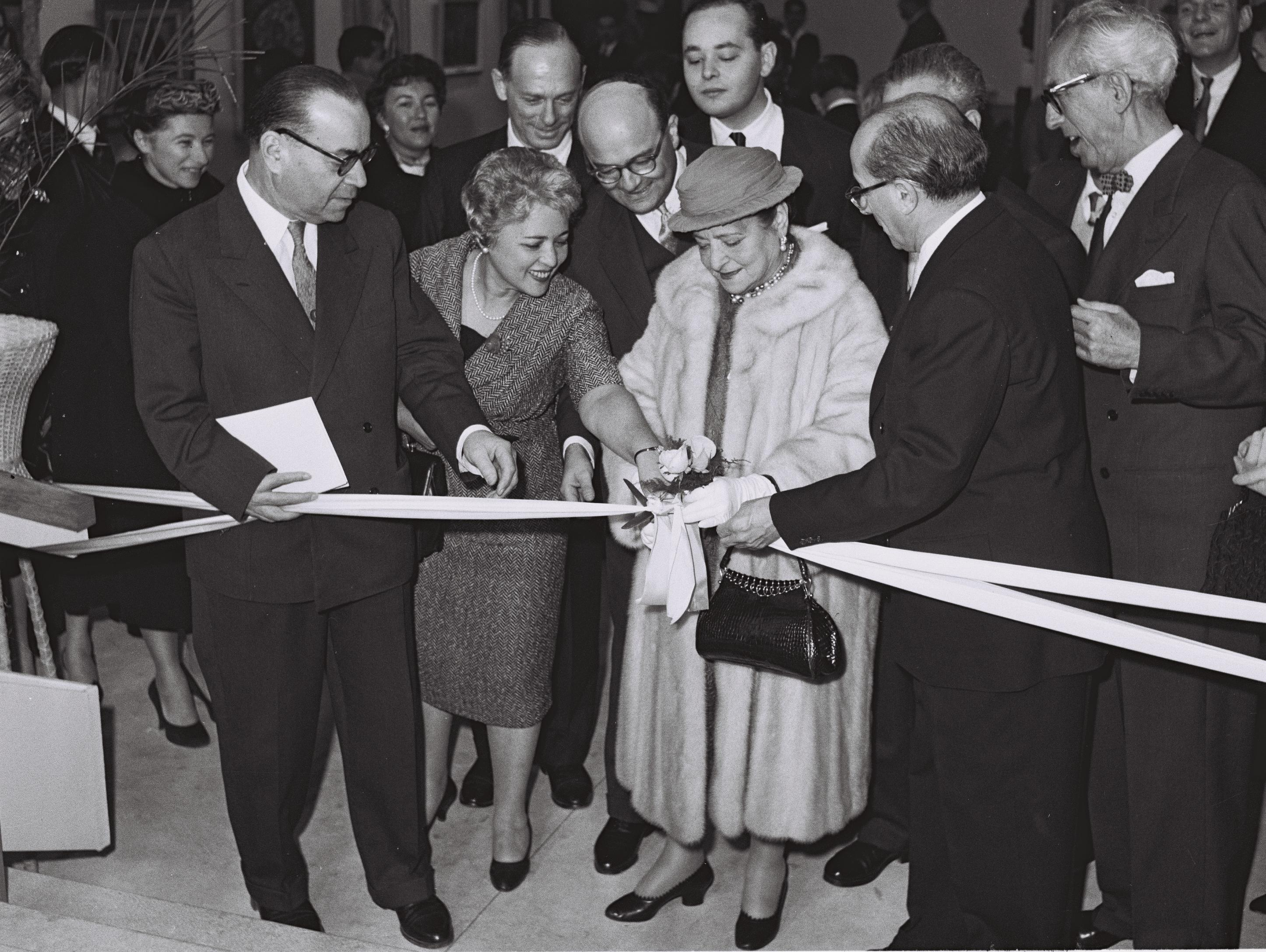
Helena Rubinstein au musée des beaux-arts de Tel Aviv en 1959.

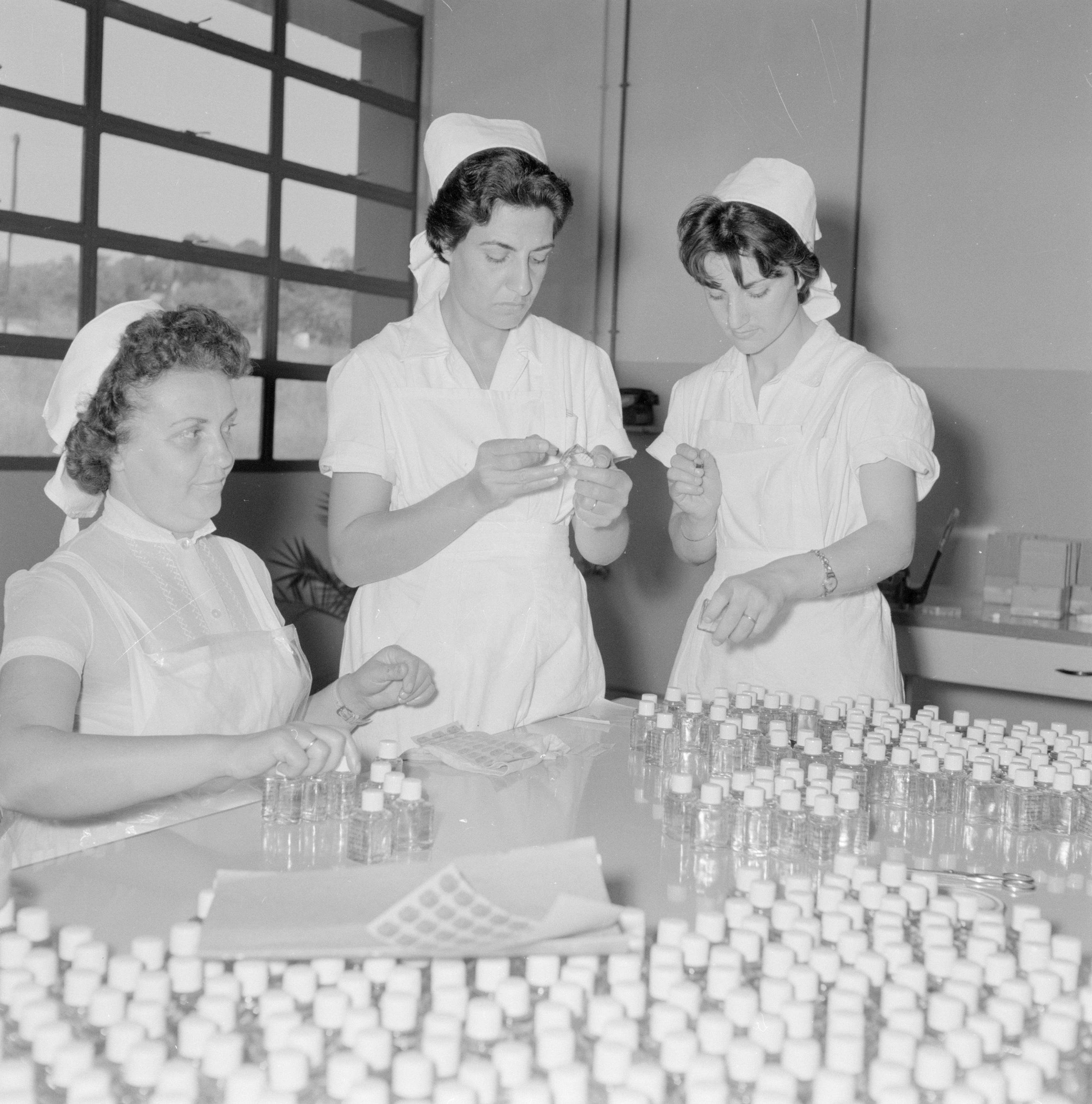
Employées dans l'usine de Nazareth en 1964.

Le prince Gourielli meurt en 1955 puis son fils Horace en 1958. Pour échapper à la dépression, elle voyage à travers le monde, en Australie, au Japon ou encore à Hong Kong et visite une nièce installée en Israël dans un kibboutz. Conquise par l'esprit pionnier des Israéliens, elle rencontre le Premier ministre David Ben Gourion et la ministre des Affaires étrangères Golda Meir. Elle finance la construction d'un pavillon d'art contemporain qui porte son nom au musée des beaux-arts de Tel Aviv, lui fait don d'un portrait d'elle par Candido Portinari et de deux toiles de Maurice Utrillo puis, plus tard, de sa collection de maisons miniatures. Elle lance aussi la construction d'une usine de sa marque de cosmétiques, achevée en 1962.
En 1959, sur demande du département d'État, elle représente les cosmétiques américains à la foire de Moscou, où elle se rend.
Helena Rubinstein meurt à New York le 1er avril 1965, à l'âge de 92 ans, laissant à son fils Roy une fortune colossale, quinze usines et 30 000 employés dans le monde. Elle est enterrée dans une tunique brodée par Yves Saint-Laurent, dont elle avait assisté au premier défilé deux ans plus tôt.
Sa famille finit par vendre ses nombreuses œuvres d’art. La marque Helena Rubinstein est vendue au groupe Colgate-Palmolive en 1973 et enfin à L'Oréal en 1988 grâce à la négociation de Jacques Corrèze.
Entre le 30 octobre 2014 et le 31 mars 2015, le musée juif de New York organise une exposition sur sa vie : « Helena Rubinstein : Beauty is Power ».
Du 18 octobre 2017 au 6 mai 2018, pour célébrer le 115e anniversaire de la marque, l’exposition « Helena Rubinstein. Pioneer of Beauty », au musée Juif de Vienne, met en avant la carrière d'Helena Rubinstein. 
Après New York et Vienne, Paris accueille du 20 mars au 25 août 2019, au musée d'Art et d'Histoire du judaïsme, l’exposition « Helena Rubinstein. L’aventure de la beauté ». Celle-ci retrace l’histoire de la fondatrice grâce à la présentation de plus de trois cents documents, objets, vêtements, photos, gravures, ouvrages, peintures, sculptures et tapisseries. Des œuvres de Marc Chagall, Michel Kikoïne, Sarah Lipska, Louis Marcoussis, Elie Nadelman ou encore Maurice Utrillo, provenant de la célèbre collection personnelle d'Helena Rubinstein, sont notamment exposées.

## Lieux de vie et de travail

### Salons de beauté
Après l'Australie, Helena Rubinstein s'implante en Angleterre. En 1908, elle ouvre ainsi son premier salon londonien 26 Grafton Street, dans le quartier aisé de Mayfair. Le bâtiment sera détruit durant la Seconde Guerre mondiale par les bombes et elle en ouvrira un nouveau en 1951, au no 3 de la même rue. Elle lorgne ensuite vers la France. Son institut parisien avait ouvert dès 1909 au no 255 rue du Faubourg-Saint-Honoré (8e arrondissement), avec des meubles signés André Groult, avant qu'elle ne s'installe elle-même définitivement à Paris trois ans plus tard. Après la Première Guerre mondiale, le salon déménage au no 126 de la même voie puis, en 1929, elle achète un immeuble au no 52, où sont centralisés l'institut, les cabines de soin ainsi que les bureaux. Attentive aux couleurs après avoir assisté aux Ballets russes, elle confie le décor au couturier Paul Poiret. À l'ouest de Paris, à Saint-Cloud, elle fait construire un laboratoire pour la fabrication industrielle de ses crèmes, jusqu'à sa transformation en usine au début des années 1930.
En 1932, elle ouvre un salon de beauté à Vienne (Autriche), 8 Kohlmarkt (de) ; il fermera en 1939, à la suite de l'Anschluss mais Helena Rubinstein rouvrira une agence dans la capitale autrichienne après-guerre. En 1937 est inaugurée sa troisième boutique new-yorkaise, au 715 de la Cinquième Avenue, « décoré avec des statues africaines, des bas-reliefs de marbre, de nombreux tableaux et des peintures murales de Giorgio de Chirico » note le musée d'Art et d'Histoire du judaïsme, Michèle Fitoussi citant également « des marbres d'Elie Nedelman, un tapis de Fernand Léger, des lampes de Jean-Michel Frank et des dessins de Modigliani ». Le bâtiment est conçu sous la direction de l'architecte Harold Sterner. La même année se tient une exposition du Museum of Modern Art sur le surréalisme, où elle achète Le Baiser du photographe Man Ray, avec l'idée de promouvoir ses rouges à lèvres.

### Appartements, immeubles et maisons
Helena Rubinstein vit entre Paris, New York et Londres.
Au début des années 1930, elle emménage 216, boulevard Raspail (14e arrondissement de Paris), dans un bâtiment de style fonctionnaliste conçu par l'architecte Bruno Elkouken et décoré par Ernő Goldfinger ; il comprend notamment un théâtre au rez-de-chaussée – futur Studio Raspail –, des appartements et des ateliers d'artistes. Helena Rubinstein vit dans le penthouse, somptueusement aménagé de meubles Art déco et de sa collection d’œuvres d’art,.
En 1932, elle rachète à José Maria Sert l'hôtel d'Hesselin, situé sur l'île Saint-Louis, 24, quai de Béthune, et le fait démolir en 1934, alors qu'il est classé aux monuments historiques depuis 1927. Elle charge l'architecte-décorateur Louis Süe de concevoir un nouvel immeuble, où elle emménage dans un triplex en 1937. Louis Marcoussis, Max Ingrand, Paule Marrot, Richard Georges Desvallières comptent parmi les collaborateurs de Louis Süe à travailler à ce projet. Parmi son mobilier se mêlent des meubles anciens et des pièces contemporaines signées Louis Marcoussis ou Jean-Michel Frank, ainsi que des tapis Myrbor réalisés à partir de dessins de Jean Lurçat et de Pablo Picasso. Helena Rubinstein reçoit le « Tout-Paris » lors de soirées organisées sur la terrasse de 300 m² de l'édifice. Durant la Seconde Guerre mondiale, des Allemands occupent l'appartement, le quittant en laissant des meubles criblés de balles, qu'Helena Rubinstein conserva pour illustrer leur barbarie. Plus tard, elle louera son appartement à Georges et Claude Pompidou, dont elle dira : « ils étaient sages ».
Par ailleurs, elle finance la librairie que son premier mari Edward Titus ouvre au 4 rue Delambre (14e arrondissement) en 1924, qu'il nomme « At the Sign of the Black Manikin » et où il crée une maison d'édition. Ami de nombreux écrivains (Ernest Hemingway, James Joyce ou encore Francis Scott Fitzgerald), il les présente à Helena,.
En France, elle possédait également une demeure à Combs-la-Ville (Seine-et-Marne), le Moulin de Breuil. Elle fait aussi construire une maison en marbre blanc d'inspiration marocaine à Grasse (Alpes-Maritimes).
En 1941, lors de son exil new-yorkais, elle souhaite louer un appartement au 625 Park Avenue, qu'on lui refuse pourtant à cause de ses origines juives. En réaction, elle achète tout l'immeuble. Aux États-Unis, elle a aussi possédé une maison à Greenwich dans le Connecticut.

### Arts, bijoux et mode
C'est dans la capitale française, aidée du sculpteur Jacob Epstein, qu'elle commence à constituer son immense collection d'œuvres d'art, éclectique, allant de l'École de Paris aux arts premiers. Elle achète beaucoup de tableaux « en gros » disait-elle, comme des Picasso ou des Matisse et se fait elle-même peindre par une vingtaine d'artistes différents (Raoul Dufy, Salvador Dalí ou encore Marie Laurencin), tout comme elle apprécie être photographiée, Michèle Fitoussi l'interprétant ainsi : « pour laisser une trace d’elle, pour s’ancrer dans une bourgeoisie à laquelle elle voulait vraiment appartenir ». Amie de nombreux artistes, souvent des immigrés comme elle, Helena Rubinstein en est aussi la mécène. Enfin, elle n'hésite pas à faire appel à des architectes du mouvement moderne pour la conception de ses instituts de beauté, ainsi qu'à y exposer des œuvres,.
Passionnée par les bijoux, possédant notamment des pièces Cartier, Bulgari et Harry Winston, elle déclarait que « les pierres sont un formidable accessoire de beauté », la couleur et la forme des boucles d'oreille pouvant selon elle illuminer le teint. En 1941, sa collection de bijoux est évaluée à plus d’un million de dollars. Tout autant attachée à la mode, elle se fournit chez de grands couturiers, comme Coco Chanel.